# Ren (mitologia egipska)
Ren (rn) egip. – imię
Jako część duszy, ren nadawane było przy narodzinach. Egipcjanie wierzyli, że będzie istniało tak długo, jak długo będzie wypowiadane, co wyjaśnia dlaczego tak dużo wysiłku wkładano w jego ochronę, umieszczając je w wielorakich dokumentach. Dla przykładu, część Księgi Oddechów, pochodna Księgi umarłych, była sposobem na zapewnienie imieniu przetrwania. Kartusz (magiczna pętla) miał za zadanie otaczać i ochraniać imię. I odwrotnie, imiona zmarłych wrogów stanu, jak na przykład Akhenatena, były odłupywane z monumentów, jako forma damnatio memoriae. Czasem jednak, usuwano je by ze względów ekonomicznych wstawić imię następcy, bez potrzeby budowania kolejnego monumentu. Im większa była liczba miejsc, na których imię umieszczono, tym większe było prawdopodobieństwo, że przetrwa i będzie wymawiane.